# The Departed: Music from the Motion Picture
The Departed: Music from the Motion Picture is de soundtrack van de misdaadfilm The Departed (2006). Het album werd op 7 november 2006 uitgebracht.

## Inhoud
De soundtrack bestaat hoofdzakelijk uit pop- en rocknummers die door Robbie Robertson gekozen werden. De film opent met het nummer "Gimme Shelter" van The Rolling Stones. Het nummer was eerder ook al te horen in de films Goodfellas (1990) en Casino (1995) van Scorsese. Hoewel het twee keer aan bod komt in The Departed maakt het geen deel uit van de officiële soundtrack. Ook de nummers "Thief's Theme" van Nas, "Well Well Well" van John Lennon, "Bang Bang" van Joe Cuba en "Act II Sextet" van de Gaetano Donizetti-opera Lucia di Lammermoor zijn in de film te horen maar staan niet op de soundtrack.
Howard Shore componeerde ook originele filmmuziek voor The Departed. Deze muziek is terug te vinden op het album The Departed: Original Score.

### Tracklist
1. "Comfortably Numb" (Roger Waters feat. Van Morrison en The Band) – 7:59
2. "Sail On, Sailor" (The Beach Boys) – 3:18
3. "Let It Loose" (The Rolling Stones) – 5:18
4. "Sweet Dreams" (Roy Buchanan) – 3:32
5. "One Way Out" (The Allman Brothers Band) – 4:57
6. "Baby Blue" (Badfinger) – 3:36
7. "I'm Shipping Up to Boston" (Dropkick Murphys) – 2:34
8. "Nobody but Me" (The Human Beinz) – 2:18
9. "Tweedle Dee" (LaVern Baker) – 3:10
10. "Sweet Dreams (of You)" (Patsy Cline) – 2:34
11. "The Departed Tango" (Howard Shore, Marc Ribot) – 3:32
12. "Beacon Hill" (Howard Shore, Sharon Isbin) – 2:33